# Konstandina Pandazi
Konstandina (Titina) Pandazi, gr. Κωνσταντίνα (Τιτίνα) Πανταζή (ur. 11 stycznia 1943 w Ajos Stefanos) – grecka polityk, dziennikarka i działaczka feministyczna, od 1981 do 1989 posłanka do Parlamentu Europejskiego I i II kadencji.

## Życiorys
Córka działacza opozycyjnego. Ukończyła studia na Uniwersytecie Genewskim w ramach szkoły tłumaczenia i interpretacji, następnie pracowała jako dziennikarka. Od 1965 do 1967 zajmowała stanowisko specjalnego sekretarza przy Andreasie Papandreu (wspólnie z Angelą Kokolą). W 1967 należała do organizacji opozycyjnej sprzeciwiającej się czarnym pułkownikom, została wówczas aresztowana. Wstąpiła do Ogólnogreckiego Ruchu Socjalistycznego, została członkiem komitetu stosunków międzynarodowych PASOK i reprezentowała partię na arenie europejskiej.
W 1981 i 1984 wybierana posłanką do Parlamentu Europejskiego. Przystąpiła do Partii Socjalistów, należała m.in. do Komisji ds. Rozwoju i Współpracy oraz Komisji ds. Praw Kobiet. Od 1993 do 1996 zajmowała w rządzie Andreasa Papandreu stanowisko pełnomocnika ds. równości. Po zakończeniu kariery politycznej zajmowała stanowiska kierownicze w powiązanej z PASOK Greckiej Unii Kobiet (EGE), należała też do komitetu sterującego greckiego oddziału European Women’s Lobby. Publikowała w prasie artykuły dotyczące sytuacji kobiet i założyła organizację monitorującą ich położenie w regionie śródziemnomorskim. Została także szefową krajowego stowarzyszenia na rzecz osób głuchych.